# Chiesa di Sant'Elisabetta (Leffe)
La chiesa di Santa Elisabetta è un luogo di culto cattolico di Leffe, in provincia e diocesi di Bergamo. Fa parte del vicariato di Gandino. La chiesa fu edificata nel 1605 come edicola votiva.

## Storia
Il primo edificio dedicato a santa Elisabetta fu una piccola edicola benedetta nel 1605 e dedicata alla cura degli abitanti della località e dedicata alla Visitazione di Maria alla cugina Elisabetta. L'edificio però per gli abitanti era considerato troppo piccolo e chiesero più volte all'allora parroco il permesso di trasformare la piccola cappella in una chiesa per potervi celebrare le funzioni eucaristiche. Ma in quei tempi le autorità ecclesiastiche faticavano a controllare le località che si trovavano più lontane, per questo motivo non fu subito soddisfatta la richiesta dei valligiani.
(Atti conservati presso l'archivio parrocchiale)
 Ma il parroco era continuamente pressato dalla comunità e decise di porre il quesito al vescovo di Bergamo. 
(Don Piero Passi, 1710–Archivio diocesano)
Il vescovo Pietro Priuli visitò il luogo e convenne che l'edificio andava modificato per potere ottenere l'autorizzazione a celebrare le messe. La comunità nel 1715, raggiunse la decisione di ampliare l'edificio con l'aggiunta di una piccola navata, dove le donne potessero distanziarsi dagli uomini, nonché una parte adibirla a zona presbiteriale. La navata prese così la nuova forma a croce latina.
Nel 1721 fu collocato l'altare maggiore marmoreo dedicato al santo Redentore proveniente dall'antica parrocchiale di San Martino, che poteva ospitare nella parte superiore il gruppo in terracotta raffigurante la Visitazione di Maria alla cugina Elisabetta completa anche delle immagini dei santi Giuseppe e Gioacchino posti a fianco delle due sante.
La chiesa fu oggetto di lavori di manutenzione e ammodernamento nel XX secolo.

## Descrizione

### Esterno
L'edificio di culto è anticipato da un piccolo porticato a pianta semiottagonale difforme nei diversi lati coperto da volti incrociati. Le aperture a arco poggiano su colonne in arenaria in stile toscano poggianti su muretto sagomato. La facciata ospita il portale seicentesco con contorno in pietra dove è impressa la data del 1605, con due aperture laterali protette da un'inferriate. La parte superiore presenta un oculo che illumina la navata.

### Interno
L'interno della chiesa a croce latina è di piccole dimensioni, due gradini anticipano il transetto con volta a ombrello e le dodici lunette affrescate da pitture del XVII secolo raffiguranti scene sulla vita di Gesù, dalla nascita alla presentazione al tempio. L'aula prende luce dalla finestra posta sul porticato. La lunetta centrale è decorata con la raffigurazione della santissima Trinità, e dei santi Martino e Rocco ma eseguite in epoche successive. La zona del presbiterio è il braccio di minor misura con l'altare maggiore in marmo nero e colonne tortili in marmo grigio complete di capitelli in marmo bianco che reggono il timpano spezzato con una lapide centrale dove è impressa la citazione: V. PIETAS. IN )°( JESU R.XX A. UT POSITA ITA E. P.S. VIANUS SACRIFICABO DOCEBO XX OPERA DEI 1721 SANTA MARIA ELISABETTA.